# دودة أرضية عملاقة جيبسلاندية
دودة أرض جيبسلاند العملاقة (الاسم العلمي: )، هو نوع من دودة الأرض متوطن في أستراليا.